# 122 mm haubica 2A18 (D-30)
122 mm haubica 2A18 (D-30) (ros. 122-мм гаубица 2А18 (Д-30)) – sowiecka haubica wprowadzona do uzbrojenia w latach 60. jako następczyni 122 mm haubicy M-30. Nadal jest produkowana.
Haubica D-30 ma łoże trójogonowe dzięki któremu kąt ostrzału w poziomie jest równy 360°. Lufa zakończona hamulcem wylotowym zaopatrzona w półautomatyczny zamek klinowy z pionowym przesuwem klina. Może wystrzeliwać pociski składane ze zmiennym ładunkiem bojowym, pociski odłamkowo-burzące o masie 21,76 kg i stabilizowane brzechwowo pociski kumulacyjne o masie 21,63 kg do prowadzenia ognia bezpośredniego.

## Użytkownicy
Aktualni użytkownicy
- Abchazja[potrzebny przypis]
- Afganistan
- Albania – 200
- Algieria
- Angola
- Armenia – 280
- Azerbejdżan – 195
- Bangladesz
- Białoruś
- Benin
- Bośnia i Hercegowina – 86
- Chiny

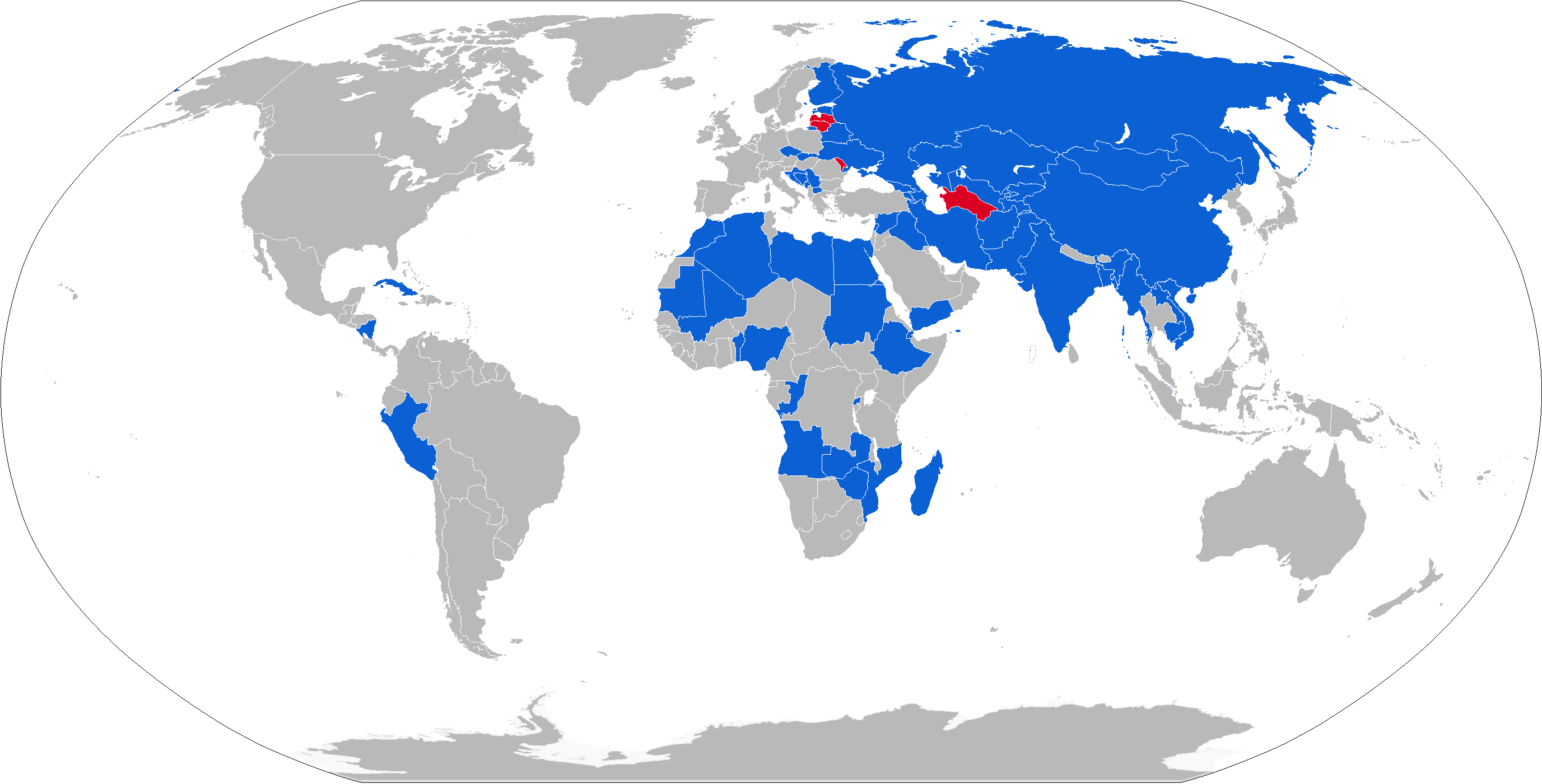
Niebieski – aktualni, Czerwony – byli

- Chorwacja – 52 (Wersja D-30 HR M94)
- Czarnogóra – 30
- Czechy
- Dżibuti
- Egipt – 600 (Produkowane na licencji)
- Etiopia
- Estonia – 42
- Finlandia – 486 (Pierwsze fińskie oznaczenie „122 H 63" po pewnych modernizacjach oznaczało obecną nazwę „122 H 63A”)
- Górski Karabach[1]
- Macedonia
- Gruzja – Od 98 do 120 egzemplarzy.
- Indie – 850
- Iran – Od 400 do 600 egzemplarzy.
- Irak
- Jemen
- Kambodża
- Kongo
- Korea Północna
- Kuba – 100 zamontowanych na podwoziu T-34 i 55 zamontowanych na podwoziu T-55, oraz 25 zamontowane ciężarówce 6×6 KrAZ-255. (D-30 są produkowane lokalnie w małych ilościach)
- Kurdystan[2]
- Kazachstan – 183
- Kirgistan – 72
- Laos
- Liban
- Libia
- Madagaskar
- Mali- 8
- Mauretania
- Mongolia
- Maroko
- Mozambik
- Mjanma – Importowane z Korei Północnej.
- Nikaragua
- Nigeria
- Pakistan – 143 dostarczone z Chin w latach 2003–2004[3].
- Peru
- Rosja
- Rwanda
- Sahara Zachodnia: Użytkowane przez Front Polisario[4].
- Singapur
- Sudan – niektóre jednostki są zamontowane na zmodyfikowanej 6 × 6 Kamaz 43118 ciężarówce, ten samobieżny system został oznaczony jako „Khalifa-1”[5][6]
- Słowacja
- Serbia – 303
- Syria
- Turkmenistan
- Tadżykistan – 12
- Ukraina – 443
- Uzbekistan – 540
- Wietnam
- Zambia – 25
- Zimbabwe

Byli użytkownicy
- Czechosłowacja
- Jugosławia
- Somalia
- ZSRR